# Gregor Kalivoda

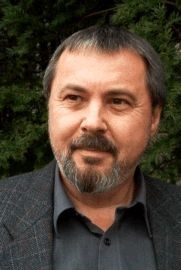
Gregor Kalivoda

Gregor Kalivoda (* 1949 in Wertingen bei Augsburg) ist ein deutscher Sprachwissenschaftler. Er war von 1987 bis 2011 leitender Redakteur des von der Deutschen Forschungsgemeinschaft geförderten Projektes Historisches Wörterbuch der Rhetorik. Seit 2012 ist er wissenschaftlicher Mitarbeiter und Dozent am Seminar für Allgemeine Rhetorik der Universität Tübingen.

## Leben
Nach Abschluss der schulischen Ausbildung am Mörikegymnasium Ludwigsburg und am Johann-Vanotti-Gymnasium Ehingen (Donau) absolvierte Kalivoda einen 18-monatigen Grundwehrdienst. Anschließend studierte er von 1970 bis 1974 Germanistik und Politikwissenschaft an der Pädagogischen Hochschule in Weingarten und war danach zwei Jahre im Schuldienst tätig. Von 1976 bis 1980 absolvierte er ein Magisterstudium an der Universität Konstanz in den Fächern Theoretische Linguistik bei Peter Hartmann und Urs Egli, Literaturwissenschaft bei Hans Robert Jauß und Ulrich Gaier sowie Politikwissenschaft bei Wolfgang Fach. Zusätzlich besuchte er Seminare in Philosophie bei Peter Janich, Friedrich Kambartel und Jürgen Mittelstraß sowie Soziologie bei Thomas Luckmann. Während seines Studiums war Kalivoda Stipendiat der Studienstiftung des Deutschen Volkes. Nach seinem Magisterexamen arbeitete er als Wissenschaftlicher Mitarbeiter an der Universität/GHS Kassel. 1986 promovierte Kalivoda mit einer Arbeit zur Parlamentarischen Rhetorik und Argumentation. Seit 1987 ist er als Wissenschaftlicher Mitarbeiter am Seminar für Allgemeine Rhetorik an der Universität Tübingen in Lehre, Forschung und Wissenschaftsorganisation tätig.

## Forschung
Kalivodas wichtigste Forschungsfelder sind: Zusammenhang zwischen Rhetorik, Grammatik und Logik, Rhetorik und Pragma-/Textlinguistik, Politische Rhetorik, Interdisziplinäre Topikforschung, Stilistik, Rhetorik und Kunstgeschichte, Juristische Rhetorik, Wissenschaftsbegriff der Rhetorik, Rhetorik und Homiletik, Rhetorik und Philosophie, Rhetorik und Bildung. Ferner ist er Mitarbeitender am Historischen Wörterbuch der Rhetorik, einer bedeutenden Enzyklopädie der Rhetorik, in der die Geschichte, Systematik, Terminologie und Interdisziplinarität des Faches in internationaler Zusammenarbeit von 814 Autoren mit 1300 Artikeln in 12 Bänden dokumentiert werden.
Zusammen mit Hartwig Kalverkämper (Humboldt-Universität zu Berlin) und Gert Ueding (Universität Tübingen) begründete Kalivoda im Jahr 2014 die Handbücher Rhetorik mit einem Umfang von 13 Bänden mit jeweils ca. 800–1000 Seiten. Die Einzelbände dokumentieren den jeweiligen Forschungsstand des entsprechenden Fachgebietes. Inzwischen sind die Bände zur Literarischen Rhetorik, Medienrhetorik, Rhetorik der Bildenden Künste, Rhetorik und Philosophie, Politische Rhetorik, Gesprächsrhetorik, Homiletische Rhetorik und Antike Rhetorik erschienen. Eine internationale Autorengruppe ist an diesem Projekt beteiligt. Publiziert werden die Handbücher vom Verlag de Gruyter und von der Wissenschaftlichen Buchgesellschaft.

## Schriften

### Monografie
- Parlamentarische Rhetorik und Argumentation. Untersuchungen zum Sprachgebrauch des 1. Vereinigten Landtags in Berlin 1847. (= Kasseler Arbeiten zur Sprache und Literatur. Band 16). Frankfurt / Bern / New York 1986, ISBN 3-8204-8952-5.

### Artikel für das Historische Wörterbuch der Rhetorik (Auswahl)
- Grammatikunterricht
- Lexikographie (Rhetorik)
- Rhetorik (Wortgeschichte)
- Wissenschaftstheorie und Wissenschaftsgeschichte der Rhetorik

### Herausgeberschaften
- mit Hartwig Kalverkämper und Gert Ueding: Herausgeber der Reihe Handbücher Rhetorik. De Gruyter, Berlin.
- Gregor Kalivoda, Franz-Hubert Robling (Redaktion): Historisches Wörterbuch der Rhetorik. (Herausgegeben von Gert Ueding, mitbegründet von Walter Jens, in Verbindung mit Wilfried Barner). Band 1: A – Bib. Niemeyer, Tübingen 1992, ISBN 3-484-68101-2. (Gesamtausgabe Band 1–9: ISBN 978-3-484-68100-2)
- Gregor Kalivoda (Redaktion): Historisches Wörterbuch der Rhetorik. Band 10: Nachträge A – Z. De Gruyter, Berlin 2012, ISBN 978-3-11-023424-4.
- Gert Ueding, Gregor Kalivoda: Historisches Wörterbuch der Rhetorik. Band 11: Register. De Gruyter, Berlin 2014, ISBN 978-3-11-026872-0.
- Gert Ueding, Gregor Kalivoda: Historisches Wörterbuch der Rhetorik. Band 12: Bibliographie. De Gruyter, Berlin 2015, ISBN 978-3-11-035412-6.
- Gert Ueding, Gregor Kalivoda: Wege moderner Rhetorikforschung. De Gruyter, Berlin 2014, ISBN 978-3-11-030928-7.